# Sōichi Ōya
Soichi Oya (大宅 壮一 Ōya Sōichi?) (Takatsuki, Japón, 13 de septiembre de 1900-22 de noviembre de 1970) es uno de los periodistas y críticos más influyentes del siglo XX en Japón. Es conocido por sus opiniones acerca de los medios de comunicación de masas así como por su trabajo, que se expande durante 5 décadas de carrera, en revistas, periódicos y libros.

## Reseña biográfica
Soichi Oya tuvo una larga y fructífera carrera durante sus 50 años como periodista. Pupilos suyos, como Hideo Okuma, no dudan en llamarle "The Emperor of the Mass Media", ya que las opiniones de Oya tuvieron un papel fundamental en perfilar el rol de los medios de comunicación en Japón en los años 50 y 60.
Oya acuñó la frase "Una nación de cien millones de idiotas", como crítica a la evolución que atravesaba la cultura de masas japonesa ante la aparición de la televisión. Así lo recoge Jayson Makoto Chun, profesor asociado en la Universidad de Hawái, con una obra académica del mismo nombre. 
Oya también creó palabras nuevas que se introdujeron en el vocabulario japonés, como “kuchikomi”, un compuesto de la palabra japonesa “kuchi” (boca) y “komi”, que en comunicación significa "tradición oral" o "boca a boca" y “kyosai”, compuesta por “kyo” (miedo) and “sai” (esposa) que significa subordinación hacia la mujer.
En 1965, recibió el Premio Kikuchi Kan, en honor al autor y dramaturgo Kan Kikuchi (1888-1938). Este premio, con una dotación económica de 1 millón de yenes, se otorgaba a autores veteranos, por encima de 45 años.

## Adaptaciones cinematográficas de su obra
En 1967, se estrena en Japón una adaptación del libro de Soichi Oya El emperador y el general, película que relata el momento en el que el emperador Hirohito tomó la decisión de rendirse a los aliados en la Segunda Guerra Mundial y el mediodía del 15 de agosto de 1945, cuando el emperador anunció la entrega, que fue transmitido al pueblo japonés. 

## Legado
Soichi Oya tiene en su honor unas bibliotecas llamadas Oya Soichi Bunko, especializadas en revistas japonesas, así como en la propia obra de Soichi. Las bibliotecas, situadas en Saitama y en Setagaya, contienen hasta 760.000 títulos de revistas que abarcan desde la era Edo (siglo XIX) hasta el presente, pasando por períodos como el Meiji, Taisho, Showa o Heisei. Toda la obra periodística y literaria de Oya se encuentra también allí situada.
Tras la creación de esta biblioteca, se creó la web “OYA-Bunko”, que permite a ciudadanos tanto japoneses como extranjeros buscar entre más de 5 millones de artículos en lengua japonesa del propio archivo. 
Oya también da nombre al Oya Soichi Non-Fiction Award, un premio que se otorga a novelistas jóvenes de todo Japón.

## Distinciones
- Premio Kikuchi Kan (1965)